# 18 de abril
18 de abril é o 108.º dia do ano no calendário gregoriano (109.º em anos bissextos). Faltam 257 dias para acabar o ano.

## Eventos históricos

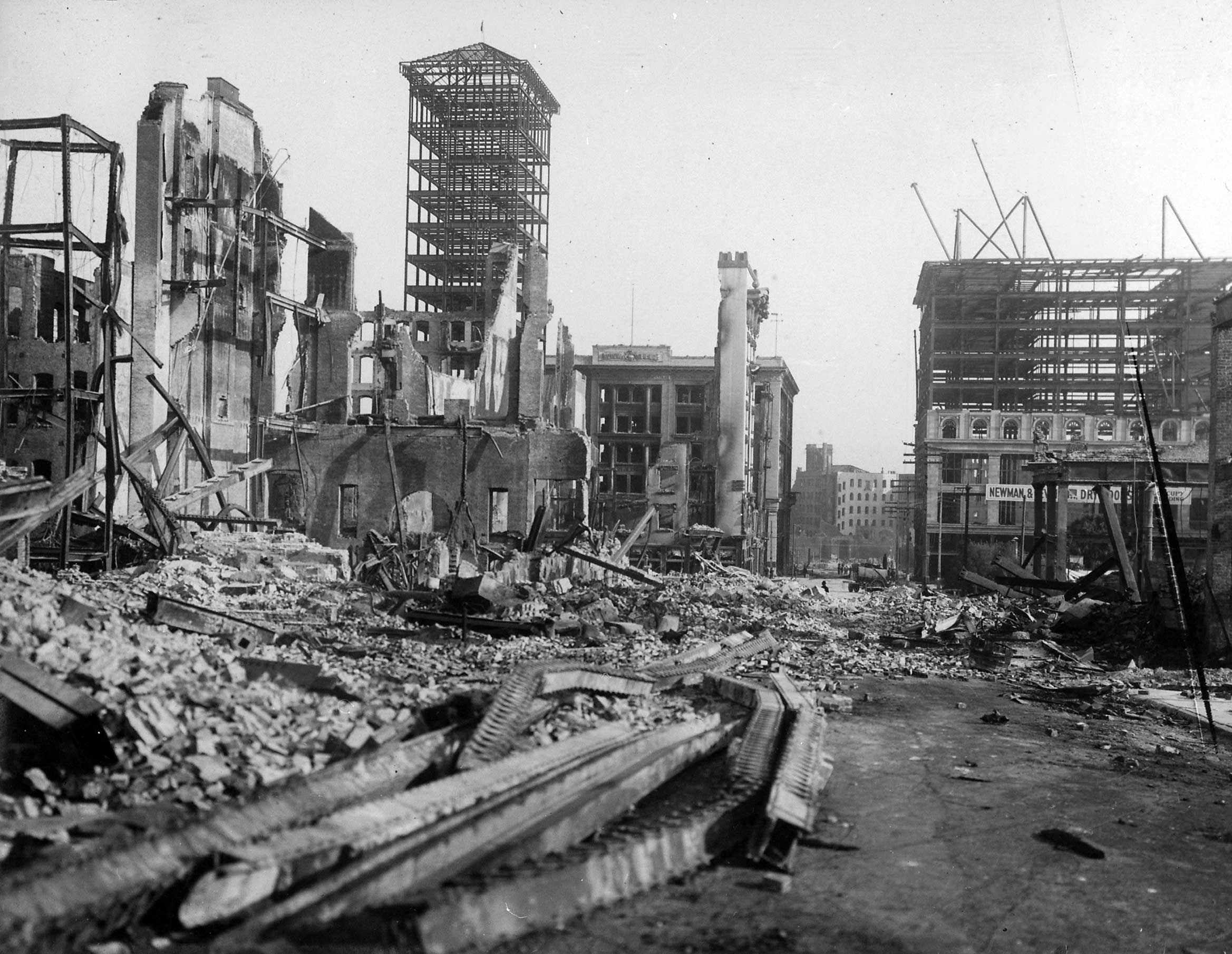
1906: Sismo de São Francisco.

- 0309 — É eleito o Papa Eusébio, o 31.º papa, que sucedeu ao Papa Marcelo I.
- 1025 — Boleslau I é coroado em Gniezno, tornando-se o primeiro rei da Polônia.
- 1428 — Paz de Ferrara entre República de Veneza, Ducado de Milão, República de Florença e Casa de Gonzaga: fim da segunda campanha das Guerras na Lombardia travada até o Tratado de Lodi em 1454, que garantirá então as condições para o desenvolvimento do Renascimento italiano.[1]
- 1491 — Fernando II de Aragão e V de Castela e Leão inicia em Córdova a marcha para a conquista de Granada.
- 1506 — O Papa Júlio II coloca a primeira pedra da Basílica de São Pedro em Roma.
- 1518 — Bona Sforza torna-se rainha consorte da Polónia e ao mesmo tempo grã-duquesa consorte da Lituânia ao casar com Sigismundo I, o Velho.
- 1521 — Durante o seu julgamento, Martinho Lutero na assembleia da Dieta de Worms, defendeu seus ensinamentos, apesar do risco de excomunhão.
- 1563 — As autoridades portuguesas enviaram os padres jesuítas Manuel da Nóbrega e José de Anchieta, para acertarem um tratado de paz com os tamoios.
- 1648 — Começa o primeiro confronto da Batalha dos Guararapes, entre o Exército da Holanda e as tropas do Império Português.
- 1689 — Início da Revolta de Boston contra o administrador colonial inglês Edmund Andros, que é deposto.
- 1738 — Fundação da Real Academia de la Historia ("Academia Real de História") em Madri.
- 1775 — Revolução Americana: começa o avanço da metrópole britânica por mar. Paul Revere e outros cavaleiros alertam seus conterrâneos das províncias ultramarinas sobre os movimentos das tropas vindas da metrópole.
- 1791 — Revolução Francesa: tentativa de fuga do rei Luis XVI, de Paris.
- 1797 — O Tratado de Leoben, assinado entre o general Napoleão Bonaparte e o imperador Francisco I da Áustria, põe fim à Guerra da Primeira Coligação.
- 1847 — Guerra Mexicano-Americana: os Estados Unidos vencem o México na batalha de Cerro Gordo.
- 1857 — Lançamento de "O Livro dos Espíritos" por Allan Kardec, marcando o nascimento do Espiritismo na França.
- 1873
  - Ocorre a Convenção de Itu, no interior do estado de São Paulo.
  - Fundado o Partido Republicano Paulista (PRP) que foi o primeiro movimento republicano moderno no Império do Brasil.
- 1897 — Declaração oficial da Guerra dos Trinta Dias, entre o Império Otomano e a Grécia.
- 1902 — O terremoto de 7,5 Mw na Guatemala sacode a Guatemala com uma intensidade máxima de Mercalli de VIII, matando entre 800 e 2 000 pessoas.
- 1906 — Um terremoto destrói grande parte da cidade de São Francisco, nos Estados Unidos, matando mais de 3 000 pessoas.
- 1909 — Joana d'Arc é beatificada em Roma.
- 1912 — O RMS Carpathia traz 705 sobreviventes do RMS Titanic para Nova Iorque.
- 1915 — Primeira Guerra Mundial: o piloto francês Roland Garros é abatido e plana para pousar no lado alemão das linhas de combate.
- 1925 — Formada em Paris a União Internacional de Radioamadores.
- 1928 — É nomeado em Portugal o 4.º governo da Ditadura Militar, chefiado pelo presidente do Ministério José Vicente de Freitas.
- 1938 — O escritor Jerry Siegel e o desenhista Joe Shuster criam o personagem Superman, que é apresentado ao mundo na primeira edição da revista Action Comics (capa datada de junho de 1938).[2]
- 1942
  - Segunda Guerra Mundial: Ataque Doolittle: os Estados Unidos, lançam um ataque a Tóquio em resposta ao ataque a Pearl Harbor.
  - Pierre Laval torna-se primeiro-ministro da França de Vichy.
- 1945 — Fundação do Instituto Rio Branco, a escola diplomática do Brasil.
- 1946 — O Tribunal Internacional de Justiça faz a sua reunião inaugural em Haia, Países Baixos.
- 1949 — Entra em vigor o Ato da República da Irlanda, proclamando a Irlanda uma república ao mesmo tempo que esta se retirava da Comunidade Britânica de Nações.
- 1954 — Gamal Abdel Nasser é eleito presidente do Egito.
- 1955 — Início da Conferência de Bandung, alicerce do Movimento de Países Não-Alinhados.
- 1961
  - Assinatura da Convenção de Viena sobre Relações Diplomáticas.
  - CONCP é fundada em Casablanca como uma frente unida de movimentos africanos contrários ao domínio colonial português.
- 1977 — Estreia o primeiro telejornal matutino brasileiro, o Bom Dia São Paulo.
- 1980 — Fundação da República do Zimbabwe (antiga Rodésia), com Canaan Banana como o primeiro presidente do país.
- 1983 — Um homem-bomba destrói a embaixada dos Estados Unidos em Beirute, Líbano, matando 63 pessoas.
- 1988 — Em Israel, John Demjanjuk é condenado à morte por crimes de guerra cometidos na Segunda Guerra Mundial, embora o veredicto seja posteriormente anulado.
- 1989 — O domínio de topo .br da Internet é registrado, para o Brasil.
- 2007 — Uma série de atentados, dois deles sendo suicídios, ocorrem em Bagdá, matando 198 pessoas e ferindo outras 251.
- 2018 — O rei Mswati III da Suazilândia anuncia a mudança do nome de seu país para Essuatíni.

## Nascimentos

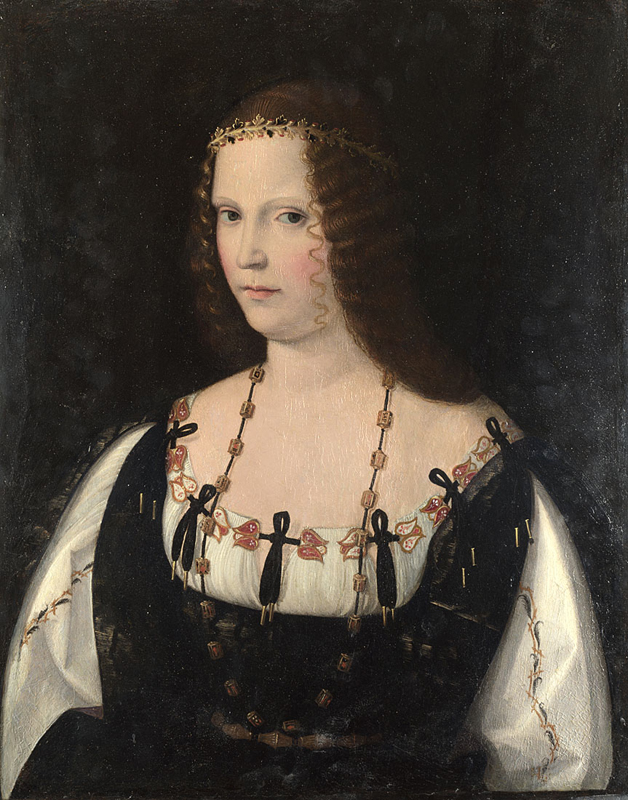
Lucrécia Bórgia

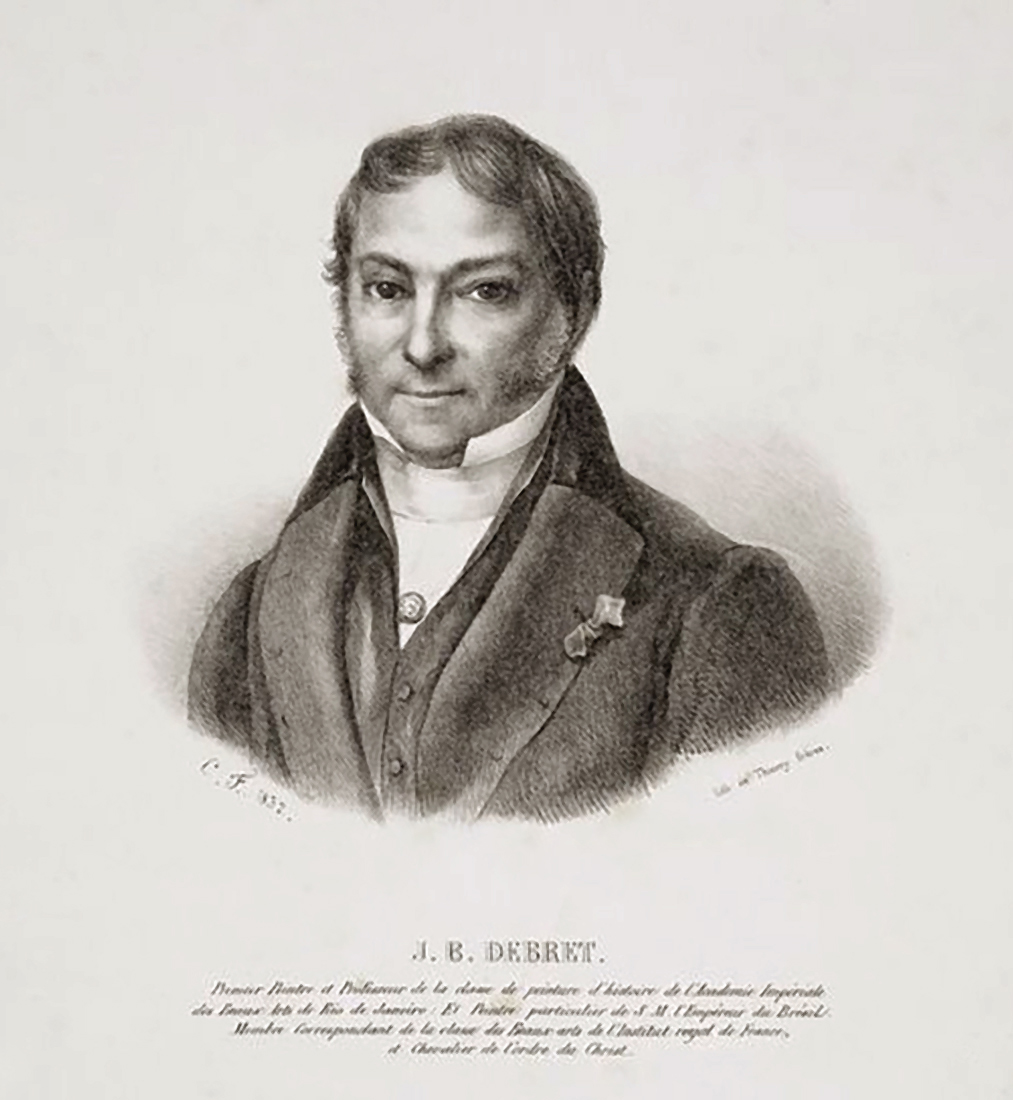
Jean-Baptiste Debret

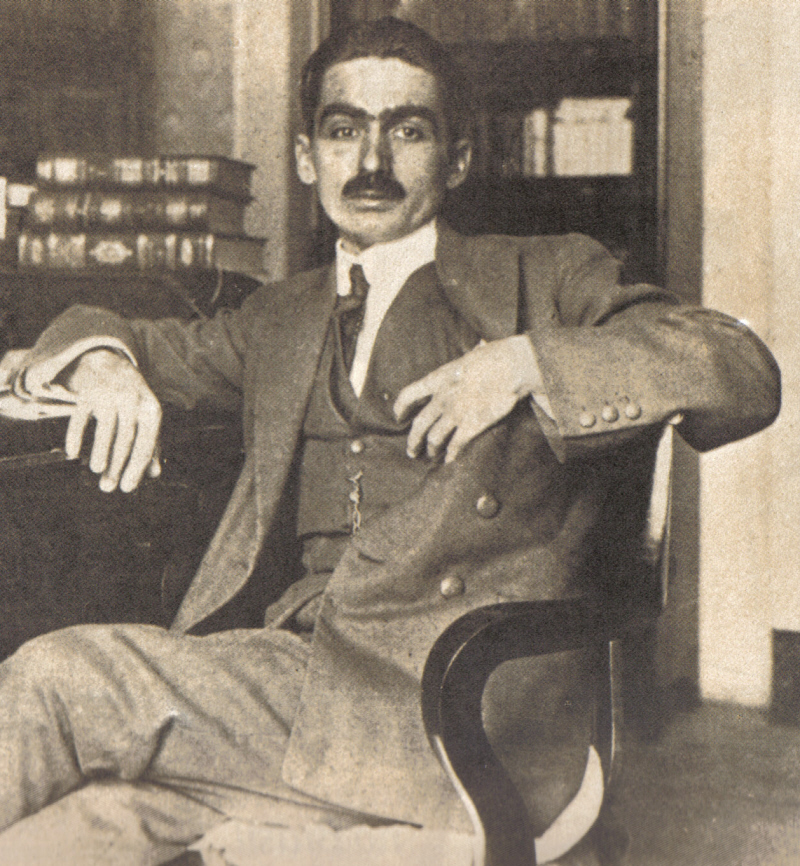
Monteiro Lobato

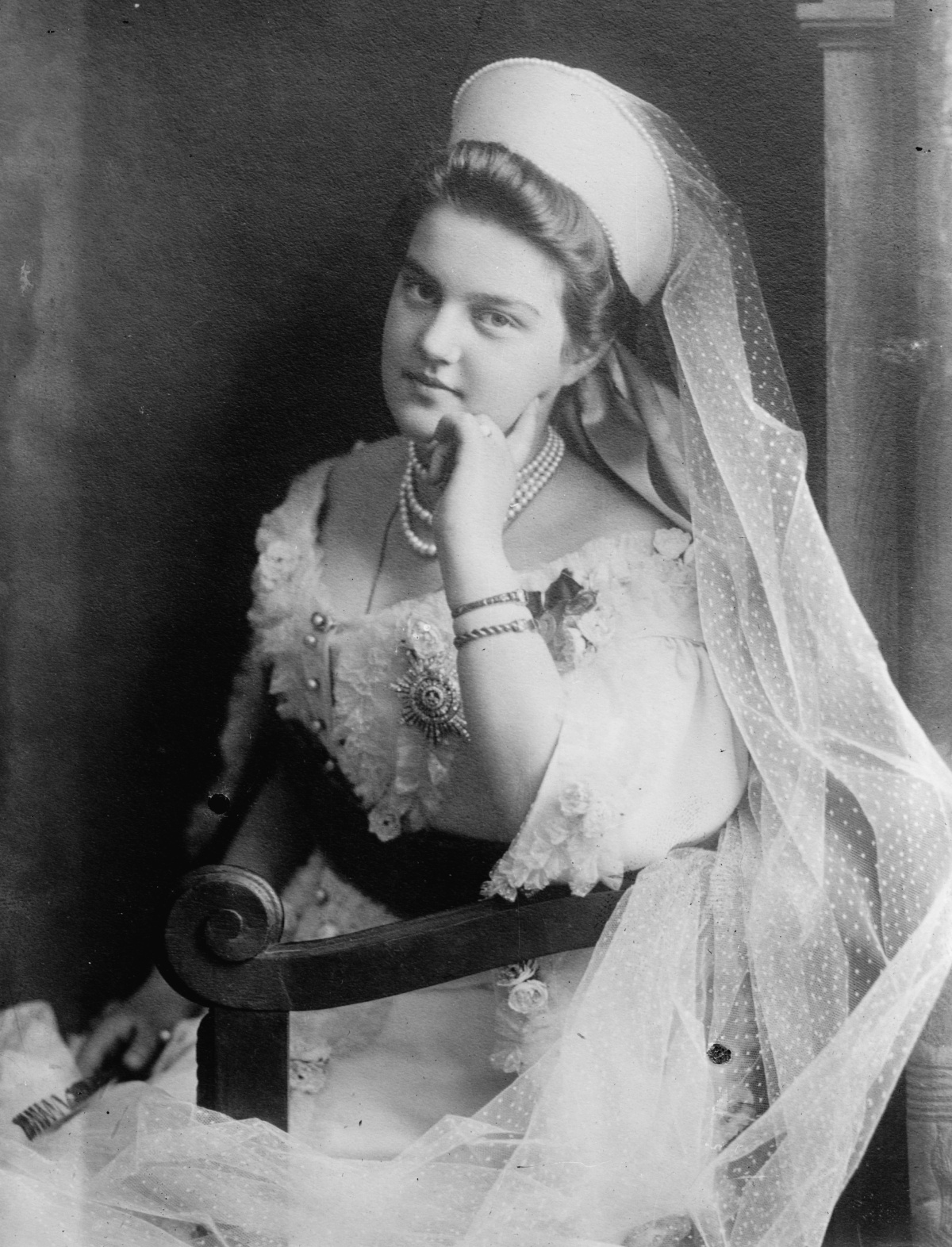
Maria Pavlovna da Rússia

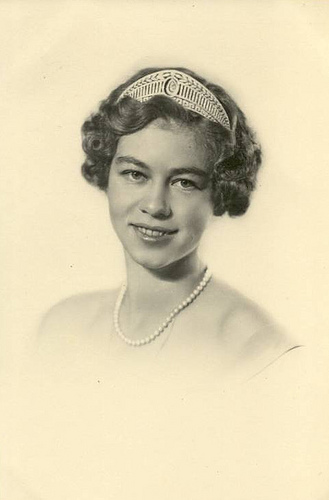
Frederica de Hanôver

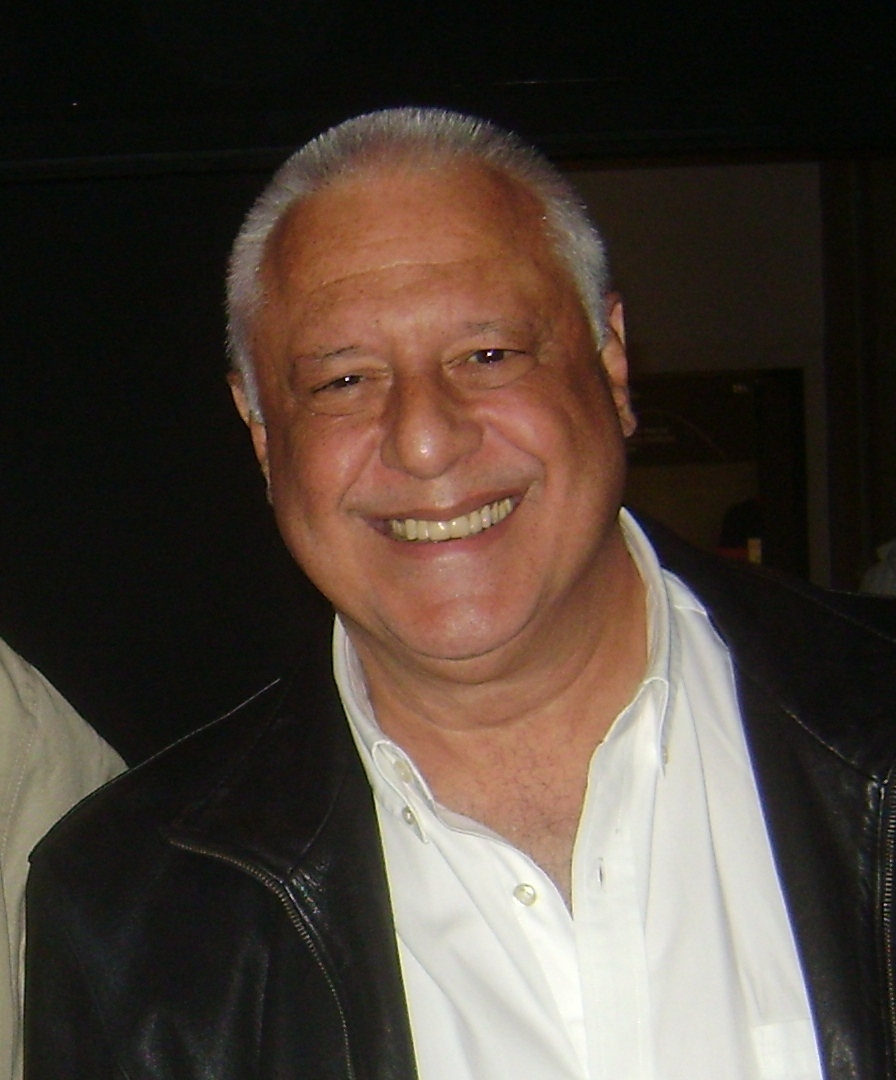
Antônio Fagundes

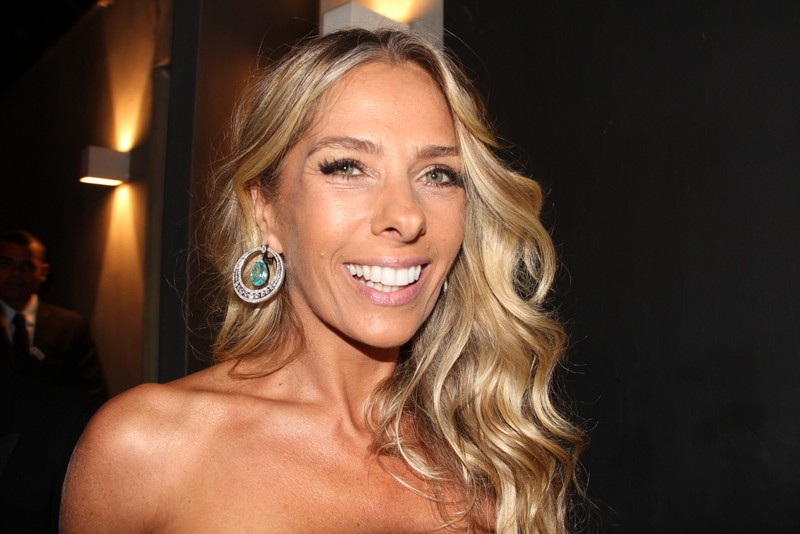
Adriane Galisteu

### Anteriores ao século XIX
- 0359 — Graciano, imperador romano (m. 383).
- 0812 — Aluatique, califa do Califado Abássida (m. 847).
- 1446 — Hipólita Maria Sforza, duquesa da Calábria (m. 1484).
- 1480 — Lucrécia Bórgia (m. 1519).
- 1503 — Henrique II de Navarra (m. 1555).
- 1580 — Thomas Middleton, dramaturgo inglês (m. 1627).
- 1590 — Amade I, sultão otomano (m. 1617).

- 1605 — Giacomo Carissimi, compositor italiano (m. 1674).
- 1768 — Jean-Baptiste Debret, pintor e desenhista francês (m. 1848).
- 1772 — David Ricardo, economista britânico (m. 1823).
- 1788 — Charles de Steuben, pintor francês (m. 1856).
- 1799 — John Y. Mason, político, jurista e diplomata estadunidense (m. 1859).

### Século XIX
- 1819
  - Franz von Suppé, compositor austríaco (m. 1895).
  - Carlos Manuel de Céspedes, ativista e jurista cubano (m. 1874).
- 1831 — Eduard Karl von Martens, zoologista alemão (m. 1904).
- 1838 — Paul-Émile Lecoq de Boisbaudran, químico francês (m. 1912).
- 1842 — Antero de Quental, escritor português (m. 1891).
- 1857 — Clarence Darrow, advogado estadunidense (m. 1938).
- 1861 — Eduardo de Anhalt (m. 1918).
- 1864 — Richard Harding Davis, escritor e jornalista estadunidense (m. 1916).
- 1873 — Ernst Reckeweg, ginasta teuto-americano (m. 1944).
- 1875 — Abdruschin, escritor alemão (m. 1941).
- 1881 — Noble Johnson, ator estadunidense (m. 1978).
- 1882
  - Monteiro Lobato, escritor brasileiro (m. 1948).
  - Leopold Stokowski, regente de orquestra britânico (m. 1977).
  - Julius Edgar Lilienfeld, físico austro-húngaro (m. 1963).
- 1888 — Marguerite Marsh, atriz estadunidense (m. 1925).
- 1890
  - Maria Pavlovna da Rússia (m. 1958).
  - Alexander Granach, ator alemão (m. 1945).
  - Robert Lindsay, velocista britânico (m. 1958).
- 1892 — Bolesław Bierut, político polonês (m. 1956).
- 1897 — Ralph Dawson, editor e diretor de cinema estadunidense (m. 1962).
- 1900 — Wend von Wietersheim, militar alemão (m. 1975).

### Século XX

#### 1901–1950
- 1901 — Bento de Jesus Caraça, matemático português (m. 1948).
- 1902
  - Menachem Mendel Schneerson, rabino russo (m. 1994).
  - Giuseppe Pella, político italiano (m. 1981).
- 1903 — Lilly Scholz, patinadora artística austríaca (m. ?).
- 1905 — Margarida da Grécia e Dinamarca (m. 1981).
- 1906
  - Augusto Frederico Schmidt, poeta brasileiro (m. 1965).
  - Elizabeth Haffenden, estilista britânica (m. 1976).
- 1907 — Lars Valerian Ahlfors, matemático finlandês (m. 1996).
- 1908 — José Soares da Fonseca, político português (m. 1969).
- 1911
  - Maurice Goldhaber, físico estadunidense (m. 2011).
  - Anton Krenn, futebolista austríaco (m. 1993).
- 1915
  - Zé Trindade, comediante brasileiro (m. 1990).
  - Edmond Leburton, político belga (m. 1997).
- 1916
  - Carl Burgos, quadrinista e publicitário estadunidense (m. 1984).
  - Lennart Klingström, velocista sueco (m. 1994).
- 1917 — Frederica de Hanôver, rainha consorte da Grécia (m. 1981).
- 1918
  - André Bazin, crítico e teórico de cinema francês (m. 1958).
  - Gabriel Axel, roteirista e cineasta dinamarquês (m. 2014).
- 1920 — Erik Pausin, patinador artístico austríaco (m. 1999).
- 1922 — Barbara Hale, atriz estadunidense (m. 2017).
- 1924 — Clarence "Gatemouth" Brown, músico estadunidense (m. 2005).
- 1927
  - Tadeusz Mazowiecki, político polonês (m. 2013).
  - Charles Pasqua, político e empresário francês (m. 2011).
  - Samuel P. Huntington, cientista político norte-americano (m. 2008).
- 1933 — Osmiro Campos, dublador brasileiro (m. 2015).
- 1934 — James Drury, ator norte-americano (m. 2020).
- 1935
  - Walter Avancini, escritor e diretor de televisão brasileiro (m. 2001).
  - Paul A. Rothchild, produtor musical norte-americano (m. 1995).
- 1936 — Mario Campi, arquiteto suíço (m. 2011).
- 1937
  - Márcia Haydée, bailarina e coreógrafa brasileira.
  - Joaquim Carvalho, futebolista português (m. 2022).
- 1940
  - Jaak Lipso, jogador de basquete estoniano (m. 2023).
  - Jean-Marc Lévy-Leblond, físico francês.
- 1941 — Michael Higgins, político, escritor, radialista e sociólogo irlandês.
- 1942
  - Jochen Rindt, automobilista austríaco (m. 1970).
  - Robert Christgau, ensaísta e crítico musical estadunidense.
- 1943 — Adelino Amaro da Costa, político português (m. 1980).
- 1944 — Robert Hanssen, policial norte-americano (m. 2023).
- 1945
  - Sidney Miller, compositor brasileiro (m. 1980).
  - Guillermo Páez, ex-futebolista e treinador de futebol chileno.
- 1946 — Hayley Mills, atriz britânica.
- 1947
  - James Woods, ator estadunidense.
  - Moses Blah, político liberiano (m. 2013).
  - Jerzy Stuhr, ator e diretor polonês (m. 2024).
- 1949 — Antônio Fagundes, ator brasileiro.
- 1950
  - Kenny Ortega, diretor e produtor cinematográfico estadunidense.
  - Georgi Denev, ex-futebolista búlgaro.
  - Vladimir Kaminsky, ex-ciclista bielorrusso.

#### 1951–2000
- 1951
  - Luis Llosa, cineasta e produtor de cinema peruano.
  - Péter Török, futebolista húngaro (m. 1987).
- 1952 — António José da Rocha Couto, bispo português.
- 1953
  - Rick Moranis, ator e comediante canadense.
  - Bernt Johansson, ex-ciclista sueco.
- 1955 — Walter Faria, empresário brasileiro.
- 1956
  - Eric Roberts, ator estadunidense.
  - John James, ator norte-americano.
- 1957 — Cissa Guimarães, atriz e apresentadora brasileira.
- 1958
  - Carlos Castelo, escritor e publicitário brasileiro.
  - Shaibu Amodu, futebolista e treinador de futebol nigeriano (m. 2016).
  - Filomeno do Nascimento Vieira Dias, bispo angolano.
- 1959 — José Eduardo Cardozo, jurista, advogado e político brasileiro.
- 1960
  - Anthony Garotinho, radialista e político brasileiro.
  - Neo Rauch, pintor alemão.
- 1961 — Jane Leeves, atriz e dançarina britânica.
- 1962
  - Jeff Dunham, comediante estadunidense.
  - Karen Handel, política e empresária norte-americana.
  - Wilber Marshall, ex-jogador de futebol americano estadunidense.
  - Jan Björklund, político sueco.
- 1963
  - Conan O'Brien, comediante e apresentador de televisão estadunidense.
  - Eric McCormack, ator canadense.
- 1964
  - Lourenço Mutarelli, ator, escritor, dramaturgo e quadrinista brasileiro.
  - Carlos França, diplomata e advogado brasileiro.
- 1965 — Christopher Sullivan, ex-futebolista estadunidense.
- 1966 — Jean-Patrick Iba-Ba, arcebispo gabonês.
- 1967 — Maria Bello, atriz estadunidense.
- 1968
  - Jorge "Mudo" Rodríguez, ex-futebolista mexicano.
  - David Hewlett, ator, diretor e roteirista anglo-canadense.
- 1969 — Stefan Schwarz, ex-futebolista sueco.
- 1970
  - Patrícia Bastos, cantora brasileira.
  - François Leroux, ex-jogador de hóquei no gelo canadense.
  - Lena Andersson, escritora, jornalista e crítica literária sueca.
  - Paco Jémez, ex-futebolista e treinador de futebol espanhol.
- 1971
  - David Tennant, ator britânico.
  - Silvia Abravanel, apresentadora de televisão, produtora e diretora brasileira.
  - Tomohiro Katanosaka, ex-futebolista e treinador de futebol japonês.
- 1972
  - Eli Roth, diretor, produtor e ator estadunidense.
  - Adriana Araújo, jornalista brasileira.
  - Garry McCoy, motociclista australiano.
  - Kim Sung-jae, rapper, dançarino e modelo sul-coreano (m. 1995).
- 1973
  - Danrlei, ex-futebolista e político brasileiro.
  - Haile Gebrselassie, maratonista etíope.
  - Adriane Galisteu, modelo, atriz e apresentadora de TV brasileira.
- 1974
  - Madeleine Peyroux, cantora e guitarrista estadunidense.
  - Aurélio Soares, ex-futebolista angolano.
  - Mark Tremonti, músico estadunidense.
- 1975
  - Rodrigo Rodrigues, apresentador de TV brasileiro (m. 2020).
  - Pedro Mariano, cantor brasileiro.
  - Koffi Olympio, ex-futebolista togolês.
  - Frédéric Née, ex-futebolista francês.
- 1976
  - Melissa Joan Hart, atriz estadunidense.
  - Sean Maguire, ator e cantor britânico.
  - Rodrigo de La Serna, ator argentino.
  - Andrew Ilie, ex-tenista australiano.
  - Mestre Jonas, compositor e músico brasileiro (m. 2011).
- 1978
  - Luciano Pagliarini, ex-ciclista brasileiro.
  - Dedê, ex-futebolista brasileiro.
  - Dias Caires, ex-futebolista angolano.
- 1979
  - Anthony Davidson, ex-automobilista britânico.
  - Park Dong-hyuk, ex-futebolista sul-coreano.
  - Kourtney Kardashian, modelo, empresária e atriz estadunidense.
  - Paulo Vintém, cantor português.
- 1980
  - Rabiu Afolabi, ex-futebolista nigeriano.
  - Matías Donnet, ex-futebolista argentino.
  - Diogo Rincón, ex-futebolista brasileiro.
- 1981
  - Milan Jovanović, ex-futebolista sérvio.
  - Deolinda Ngulela, ex-jogadora de basquete moçambicana.
  - Maxim Iglinsky, ex-ciclista cazaque.
- 1982
  - Santiago Morero, ex-futebolista argentino.
  - Darren Sutherland, pugilista irlandês (m. 2009).
  - Solonei da Silva, fundista brasileiro.
- 1983
  - Hernán Rengifo, futebolista peruano.
  - Lucas Sebastián Haedo, ex-ciclista argentino.
  - François Clerc, ex-futebolista francês.
- 1984
  - America Ferrera, atriz estadunidense.
  - Felix Katongo, ex-futebolista zambiano.
  - Maicon Santos, ex-futebolista brasileiro.
  - Franklin April, futebolista namibiano (m. 2015).
- 1985
  - Łukasz Fabiański, futebolista polonês.
  - Pürevdorjiin Serdamba, pugilista mongol.
- 1986
  - Maurice Edu, ex-futebolista estadunidense.
  - PC Siqueira, vlogger e apresentador brasileiro (m. 2023).
  - Osael Romero, ex-futebolista salvadorenho.
- 1987
  - Rosie Huntington-Whiteley, modelo e atriz britânica.
  - Kévin Sireau, ciclista francês.
  - Samantha Jade, cantora e compositora australiana.
- 1988
  - Yu Dabao, futebolista chinês.
  - Anagabriela Espinoza, modelo mexicana.
  - Vanessa Kirby, atriz britânica.
  - Cláudia Neto, futebolista portuguesa.
  - Jamel McLean, jogador de basquete norte-americano.
  - Kayleigh McEnany, comentarista política norte-americana.
- 1989
  - Jessica Jung, empresária e modelo estadunidense.
  - Ciro, futebolista brasileiro.
  - Bojan Bogdanović, jogador de basquete croata.
  - Alia Shawkat, atriz norte-americana.
  - Alyaksandar Hutar, futebolista bielorrusso.
- 1990
  - Wojciech Szczęsny, futebolista polonês.
  - Anna van der Breggen, ciclista neerlandesa.
  - Britt Robertson, atriz norte-americana.
- 1992
  - Chloe Bennet, atriz e cantora sino-americana.
  - Samuel Galindo, futebolista boliviano.
  - Dzsenifer Marozsán, futebolista alemã.
- 1993 — Ángelo Sagal, futebolista chileno.
- 1994
  - Moises Arias, ator estadunidense.
  - Lucas Romero, futebolista argentino.
  - Michael Gregoritsch, futebolista alemão.
  - Aminé, rapper e compositor estadunidense.
- 1995
  - Divock Origi, futebolista belga.
  - Virginia Gardner, atriz e modelo estadunidense.
  - Felipe Pires, futebolista brasileiro.
- 1996 — Denzel Dumfries, futebolista neerlandês.
- 1997
  - Sébastien Vigier, ciclista francês.
  - Tatiana Minina, taekwondista russa.
  - Gabriel Strefezza, futebolista brasileiro.
  - Donny van de Beek, futebolista neerlandês.
- 1998 — Roger Adrià, ciclista espanhol.
- 1999 — Ben Brereton, futebolista anglo-chileno.

### Século XXI
- 2001
  - Santiago Giménez, futebolista mexicano.
  - PinkPantheress, cantora, compositora e produtora musical britânica.
- 2002
  - Drico Alves, ator brasileiro.
  - Xiye Bastida, ativista mexicana.
- 2007 — Lerotholi, Príncipe do Lesoto.

## Mortes

### Anteriores ao século XIX
- 0727 — Agaliano Contosceles, militar e líder rebelde bizantino (n. ?).
- 0850 — Perfecto, monge e mártir espanhol (n. ?).
- 0963 — Estêvão Lecapeno, coimperador bizantino (n. ?).
- 1161 — Teobaldo de Bec, arcebispo da Cantuária (n. c. 1090).
- 1176 — Galdino, arcebispo de Milão e santo católico (n. c. 1096).
- 1426 — Ana de Saxe-Wittenberg, duquesa de Brunsvique-Luneburgo (n. ?).
- 1433 — Cleofa Malatesta, despina da Moreia (n. 1405).
- 1552 — John Leland, poeta e historiador inglês (n. 1502)
- 1555 — Polydore Vergil, historiador inglês (n. 1470)
- 1556 — Luigi Alamanni, poeta e estadista italiano (n. 1495).
- 1712 — Luísa Maria Teresa Stuart, princesa francesa (n. 1692).

### Século XIX
- 1802 — Erasmus Darwin, médico britânico (n. 1731).
- 1830 — José Maurício Nunes Garcia, padre católico e compositor brasileiro (n. 1767).
- 1873 — Justus von Liebig, químico e inventor alemão (n. 1803).
- 1898 — Gustave Moreau, pintor francês (n. 1826).

### Século XX
- 1923 — Savina Petrilli, beata italiana (n. 1851).
- 1928 — Henryk Melcer-Szczawiński, pianista, compositor e regente polonês (n. 1869).
- 1943 — Isoroku Yamamoto, almirante japonês (n. 1884).
- 1945 — John Ambrose Fleming, físico e engenheiro eletrônico britânico (n. 1849).
- 1951 — Óscar Carmona, militar e político português (n. 1869).
- 1954 — Fiel da Fonseca Viterbo, arquiteto e monárquico português (n. 1873)
- 1955 — Albert Einstein, cientista alemão (n. 1879).
- 1965 — Guillermo González Camarena, inventor mexicano (n. 1917).
- 1977 — Amália de Jesus Flagelado, religiosa hispano-brasileira (n. 1901).
- 1990
  - Robert D. Webb, cineasta estadunidense (n. 1903).
  - Gory Guerrero, lutador de wrestling latino-americano (n. 1921)
- 1995 — Arturo Frondizi, político argentino (n. 1908).
- 1998 — Nélson Gonçalves, cantor brasileiro (n. 1919).

### Século XXI
- 2002 — Thor Heyerdahl, explorador norueguês (n. 1914).
- 2003 — Edgar Frank Codd, matemático britânico (n. 1923).
- 2004 — Kamisese Mara, político fijiano (n. 1920).
- 2009
  - Stephanie Parker, atriz britânica (n. 1987).
  - Bill Orton, político norte-americano (n. 1948).
- 2011 — Olubayo Adefemi, futebolista nigeriano (n. 1985).
- 2014 — Dylan Tombides, futebolista australiano (n. 1994).
- 2019
  - Lorraine Warren, investigadora paranormal estadunidense (n. 1927).
  - Matheus Iensen, radialista, político e cantor brasileiro (n. 1937).
- 2021 — Wilma Henriques, atriz brasileira (n. 1931).
- 2023 — Boris Fausto, historiador e cientista brasileiro (n. 1930).
- 2024 — Dickey Betts, músico e guitarrista estadunidense (n. 1943).

## Feriados e eventos cíclicos

### Internacional
- Dia do Patrimônio Mundial
- Dia Mundial do Radioamadorismo

### Brasil
- Dia de Monteiro Lobato
- Dia Nacional do livro infantil

### Cristianismo
- Apolônio de Roma
- Cirilo de Constantinopla
- Galdino
- Maria da Encarnação
- Perfecto
- Savina Petrilli

## Outros calendários
- No calendário romano era o 14.º dia (XIV) antes das calendas de maio.
- No calendário litúrgico tem a letra dominical C para o dia da semana.
- No calendário gregoriano a epacta do dia é xi.